# Firemint
Firemint è un editore internazionale e sviluppatore di videogiochi per telefonini con sede in Melbourne, Australia.
Impiega 40 dipendenti ed è specializzata nella realizzazione di giochi per dispositivi mobili.
La società fu fondata nel 1999 da Robert Murray ed è stata la prima società a ricevere due Apple Design Awards nel 2010 per Flight Control HD e Real Racing.
A gennaio 2010 la società ha dichiarato di aver venduto 1 milioni di copie di Flight Control tramite la piattaforma App Store arrivando a 2 milioni di copie in 324 giorni. Nel marzo del 2011 la società ha annunciato che il gioco ha raggiunto le 4 milioni di copie vendute, la società ha dichiarato di aver speso 2 milioni di dollari per sviluppare il gioco Real Racing 2. Nel maggio del 2011 la società è stata acquisita dall'Electronic Arts.